# Mónica Litza
Mónica Edith Litza (Avellaneda, 2 de abril de 1961) es una abogada, doctorada en ciencias políticas, dirigente del Frente Renovador. Directora de Proyectar. Fue Senadora de la Provincia de Buenos Aires (2003-2007), Titular del Consejo de la Magistratura (Argentina) de la Provincia de Buenos Aires, Directora del Registro Nacional de Reincidencia (2008-2013), Diputada de la Nación (2016-2017) y Concejala de Avellaneda. Desde el 2021 volvió a ocupar una banca en el Congreso Nacional representando al Frente de Todos (coalición de 2019).

## Biografía
Mónica Litza es Doctora en Ciencias Políticas por la Pontificia Universidad Católica Argentina Santa María de los Buenos Aires (UCA) y Abogada por la Universidad de Belgrano (UB). Actualmente es Directora de la Escuela de Gobierno y Políticas Públicas ProyectAR del Frente Renovador.
En el ámbito legislativo fue Diputada nacional, senadora provincial y concejal del HCD de Avellaneda (Buenos Aires). Y en el Ejecutivo, Directora Nacional del Registro Nacional de Reincidencia.
Se desempeñó como Miembro titular del Concejo de la Magistratura  la Provincia de Buenos Aires y del Jury de Enjuiciamiento de Magistrados y funcionarios de la Provincia de Buenos Aires. 
Trayectoria y experiencia en diseño de Políticas públicas en diversos temas como Justicia y Derechos humanos, Seguridad, Legislación Penal, Integridad y Transparencia política. Como experta en la aplicación de parámetros biométricos en la Administración pública, participó en importantes foros internacionales como los desarrollados en Londres, Milán, Tampa, Bogotá, Lima y Santiago de Chile. Es autora del libro “Sin Bandera” entre otras publicaciones y artículos en revistas especializadas.

#### Frente Renovador
El Frente Renovador Auténtico es un partido político argentino de orientación peronista reconocido legalmente en 2019 al obtener la personería definitiva en los distritos electorales de: Provincia de Buenos Aires, Ciudad Autónoma de Buenos Aires, Santa Cruz, Tucumán, Santiago del Estero, Santa Fe y La Pampa.
El antecedente inmediato es un coalición electoral distrital de la Provincia de Buenos Aires en Argentina, establecida en 2013 para participar de las elecciones legislativas de ese año. Estuvo integrado por los partidos Fuerza Organizada Renovadora Democrática, Frente Renovador de la Provincia de Buenos Aires, Unión Popular, Nuevo Buenos Aires, Tercera Posición, Movimiento por la Equidad, la Justicia y la Organización Popular, Partido del Trabajo y la Equidad, y el Partido de la Concertación Social, y reconoció como liderazgo más destacado a Sergio Massa, que encabezó la lista de candidatos a diputados nacionales.
A pesar de que el Frente Renovador no se presentó en las elecciones presidenciales de 2015, la coalición nacional UNA, que sostuvo la candidatura a presidente de la Nación de Sergio Massa, es frecuentemente denominada como "Frente Renovador".
Actualmente integra el Frente de Todos que llevó al propio Massa como candidato a primer diputado nacional por la provincia de Buenos Aires. En diciembre de 2019, Massa fue elegido presidente de la Cámara de Diputados, ocupando el tercer lugar en la línea sucesoria presidencial.

## Proyectos de Ley
-Ley 13.986 Caducidad de la Instancia en el procedimiento civil y comercial de la provincia de Buenos Aires.
-Ley 13.666 Firma Digital. Reconocimiento del empleo de la firma electrónica y firma digital. Digitalización de los trámites y procedimientos de la Administración Pública Provincial. Adhiriendo a la Ley Nacional Nº 25.506, en los términos del Art. 50 de dicho cuerpo legal.
-Ley 13.661 Enjuiciamiento de Magistrados y Funcionarios de la Provincia de Buenos Aires “Jury de Enjuiciamiento”.
-Ley 13.675 Polo Judicial. Avellaneda – Lanús. Creación de nuevos organismos jurisdiccionales y del Ministerio Público en el Departamento Judicial de Lomas de Zamora, con sedes en Avellaneda y Lanús. Modificando el Inciso b) del Art. 13 de la Ley 5827 Orgánica del Poder Judicial.
-Ley 13.392 Estupefacientes. Adhesión de la Provincia de Buenos Aires a la Ley Nacional 26.052, asumiendo su competencia respecto de los delitos previstos y penados en la Ley de Estupefacientes 23.737 y modificatorias.
-Ley 13.264 Constitución, modificación y desafectación del Bien de Familia. En el marco de Competencia de la Escribanía General de Gobierno. Incorporando Inciso e) del Art. 4 de la Ley 10830.
-Ley 13.572 Particular Damnificado – Acceso a la Justicia. Derecho a constituirse en calidad de particular damnificado pudiendo otorgar carta poder por ante el Actuario Modificando el Art. 77 del Código Procesal Penal de la Provincia de Buenos Aires.
-Ley 13.577 Reconocimiento de los Derechos Previsionales a los profesionales que hayan sufrido prisión, exilio o privación de la libertad por causas políticas o gremiales durante los gobiernos de facto. A los afiliados a las Cajas de Previsión para Profesionales, que se les haya impedido o limitado el ejercicio de la profesión, se les compute como cumplidos dichos períodos de inactividad.